# Wells Fargo Tower (Birmingham)
Pour les articles homonymes, voir Wells Fargo Tower.
La Shipt Tower anciennement appelée Wells Fargo Tower est un gratte-ciel de bureaux de style post-moderne de 138 mètres de hauteur (hauteur du toit) construit à Birmingham dans l'Alabama en 1986.
Le bâtiment a été conçu par l'agence d'architecture SOM et par l'agence Giattina, Fisher & Company.
La surface de plancher de l'immeuble est de 51 189 m2.
L'immeuble avait un 35e étage secret ou on ne peut accéder qu'à partir du 34e étage. Ce 35e étage comprenait des bureaux pour les cadres de la banque SouthTrust jusqu'à ce qu'elle soit rachetée par Wachovia elle-même rachetée ensuite par la banque Wells Fargo en 2008.
En 2024 c'est le plus haut immeuble de Birmingham et le plus haut immeuble entre Dallas et Atlanta. Ce fut le plus haut immeuble de l'Alabama jusqu'à la construction en 2006 de la RSA Battle House Tower à Mobile.